# Noboru Shimura
Pour les articles homonymes, voir Shimura.
Noboru Shimura (志村 謄, Shimura Noboru), né le 11 mars 1993, est un footballeur japonais.

## Biographie
Shimura commence sa carrière professionnelle en 2015 avec le club du FK Berane, club de Championnat du Monténégro. Le club relégué en deuxième division à l'issue de la saison 2014-2015. En 2015, il est transféré au FK Mornar Bar. Le club relégué en deuxième division à l'issue de la saison 2015-2016. En 2016, il est transféré au FK Sutjeska Nikšić. Avec ce club, il remporte la Coupe du Monténégro. En 2017, il est transféré au FK Spartak Subotica, club de Championnat de Serbie. En février 2019, il est prêté au FC Machida Zelvia, club de Championnat du Japon de deuxième division. En janvier 2020, il retourne au FK Spartak Subotica.